# Pinkpop 2025
Pinkpop 2025 is de 54e editie van het Nederlandse muziekfestival Pinkpop en de vijfendertigste editie in Landgraaf. Het festival vond plaats op 20, 21 en 22 juni 2025.

## Pinksteren
De naam Pinkpop is afgeleid van de namen Pinksteren en Popmuziek. Alle edities tot en met 2007 vonden ook plaats tijdens Pinksteren, maar er werd daarna van afgeweken in 2008, 2010, 2013, 2015, 2016, 2018 en de edities vanaf 2022.
Ook de editie van 2020 zou niet tijdens Pinksteren plaatsvinden, maar deze werd voortijdig afgelast in verband met maatregelen tijdens de coronacrisis.

## Schema
De headliners van de verschillende dagen zijn vetgedrukt. Het nummer tussen haakjes geeft aan voor de hoeveelste keer deze artiest op Pinkpop staat.
Op 18 november 2024 werden de eerste 28 namen, waaronder de drie headlinders, bekendgemaakt.

### Vrijdag 20 juni
- Justin Timberlake
- Tate McRae
- Oscar and the Wolf
- Weezer
- Inhaler
- Mika
- Alestorm
- Pommelien Thijs
- Ronnie Flex
- Warhaus
- Personal Trainer (band)
- Benee
- Confidence Man
- Kid Kapichi
- Hiqpy
- Sawyer hill
- Olivia Lunny
- Bad Nerves

| Tijd          | South Stage (Mainstage) | North Stage     | Tent stage                       | Stage 4                      |
| ------------- | ----------------------- | --------------- | -------------------------------- | ---------------------------- |
| 12:00 - 12:45 |                         |                 | Janet Livv (12:50 - 13:35)       |                              |
| 13:40- 14:40  | Ronnie Flex & The Fam   |                 | Warhaus (14:15 - 15:15)          |                              |
| 14:45- 15:45  |                         | Pommelien Thijs |                                  | Hiqpy (15:15 - 16:00)        |
| 15:50 - 16:50 | Alestorm                |                 | Personal Trainer (16:00 - 17:00) |                              |
| 16:55 - 17:55 |                         | Mika            |                                  | Sawyer Hill (17:00-17:45)    |
| 18:00 - 19:00 | Inhaler                 |                 | Benee (17:45 - 18:45)            |                              |
| 19:05- 20:05  |                         | Weezer          |                                  | Olivia Lunny (18:45 - 19:30) |
| 20:10- 21:10  | Oscar And The Wolf      |                 | Confidence Man (19:30 - 20:30)   | Bad Nerves (20:30 - 21:15)   |
| 21:15 - 22:15 |                         | Tate McRae      | Kid Kapichi (21:15 - 22:15)      |                              |
| 22:25- 00:00  | Justin Timberlake       |                 |                                  |                              |

### Zaterdag 21 juni
- Olivia Rodrigo
- The Last Dinner Party
- Faithless
- Joost Klein
- Mark Ambor
- Tom Odell
- Cypress Hill
- Amyl and the Sniffers
- Claude
- Omar Rudberg
- The Academic

| Tijd          | South Stage (Mainstage) | North Stage           | Tent stage                   | Stage 4                        |
| ------------- | ----------------------- | --------------------- | ---------------------------- | ------------------------------ |
| 12:00 - 12:50 |                         |                       |                              | Anouk Wolf (12:15 - 12:45)     |
| 12:50 - 13:30 |                         |                       | The Academic (12:45 - 13:45) |                                |
| 13:40 - 14:40 | Claude                  |                       |                              | Battlesnake (13:50 - 14:35)    |
| 14:45 - 15:45 |                         | Amyl and the Sniffers | Omar Rudberg (14:35 - 15:35) |                                |
| 15:50 - 16:50 | Cypress Hill            |                       |                              | The Royston Club (15:35-16:20) |
| 16:55 - 17:55 |                         | Tom Odell             | Nick Mulvey (16:20 - 17:20)  | Amira Elfeky (17:20 - 18:05)   |
| 18:00 - 19:00 | Mark Ambor              |                       | Soft Play (18:05 - 19:05)    |                                |
| 19:05 - 20:05 |                         | Joost Klein           |                              | Almost Monday (19:05 - 19:50)  |
| 20:10 - 21:10 | Faithless               |                       | Matt Hanson (19:50 - 20:50)  | Sprints (20:50 - 21:35)        |
| 21:15 - 22:15 |                         | The Last Dinner Party | Sticks (21:35- 22:35)        |                                |
| 22:20 - 00:00 | Olivia Rodrigo          |                       |                              |                                |

### Zondag 22 juni
- Muse
- Korn
- Dean Lewis
- Biffy Clyro
- Girl In Red
- Kaiser Chiefs
- Krezip
- Boxer Rebellion
- DL Querbeat
- DeWolff

| Tijd          | South Stage (Mainstage) | North Stage         | Tent stage | Stage 4 |
| ------------- | ----------------------- | ------------------- | ---------- | ------- |
| 12:25- 13:25  |                         | DeWolff             |            |         |
| 13:30 - 14:30 | Querbeat                |                     |            |         |
| 14:35 - 15:35 |                         | The Boxer Rebellion |            |         |
| 15:40 - 16:40 | Krezip                  |                     |            |         |
| 16:45 - 17:45 |                         | Kaiser Chiefs       |            |         |
| 17:50 - 18:50 | Girl in Red             |                     |            |         |
| 18:55 - 19:55 |                         | Biffy Clyro         |            |         |
| 20:00 - 21:00 | Dean Lewis              |                     |            |         |
| 21:05- 22:20  |                         | Korn                |            |         |
| 22:25- 23:55  | Muse                    |                     |            |         |